# 宇文忠之
宇文忠之（？—？），名绍义，字忠之，以字行，河南郡洛阳县（今河南省洛阳市东）人，北魏、东魏官员。

## 生平
宇文忠之的祖先是南单于的远亲，世代控制着北疆东部，后内迁定居在代京。宇文忠之的祖父宇文阿生是安南将军、巴西公，父亲宇文侃在治书侍御史任内去世。宇文忠之涉猎文史之学，很善于写作。太尉汝南王元悦召请宇文忠之出任西曹书佐，元世俊又召请宇文忠之出任功曹。宇文忠之之后以太学博士为起家官，加荡寇将军，很快升任乐安国内史，转任东牟郡太守，又出任征虏将军、中散大夫，很快升任前将军、太中大夫、兼任尚书右丞，又出任领军府长史。天平初年，宇文忠之出任中书侍郎。裴伯茂与宇文忠之同在中书省，经常侮辱他，以宇文忠之肤色黑，称他为“黑宇”。之后宇文忠之接受敕令修订北魏国史。元象元年二月丙辰（538年4月11日），宇文忠之兼任通直散骑常侍，作为郑伯猷的副手出使南梁。兴和元年（539年），宇文忠之参与修订律历。武定初年，宇文忠之出任安南将军、尚书右丞，仍然修订国史。没多久，宇文忠之因事被除去名籍。宇文忠之喜好追求荣誉和利禄，自从担任了中书郎，六七年间，遇到尚书省选拔尚书右丞，参加选拔的人都要参加对策考试，宇文忠之也去参加。获得任命为尚书右丞后，宇文忠之非常高兴，趾高气昂，很有骄狂之态，有见识的人讥笑他。后来宇文忠之失去了官职和爵位，怏怏不乐患上疾病，于宁乡里去世，虚岁四十五。武定三年正月五日（545年2月1日）葬于邺城西南。

## 其他
宇文忠之与山伟、陆希质等从代郡迁移到洛阳的人共同结为朋党，排斥诋毁朝廷俊才，当时的贤能正直人士对他们既怕且恨。

## 家庭

### 祖父
- 宇文阿生，北魏镇南、穆公[1]

### 父亲
- 宇文侃，北魏治书侍御史[1]

### 夫人
- 姚洪姿，秦武昭帝姚苌玄孙女，北魏驸马都尉、司空公姚和都曾孙女，秦州刺史姚掌孙女，武阴郡太守、武都公姚湛之女，武平元年七月卅日因病在邺城私人住宅中去世，虚岁六十八，同年十一月庚戌十二日辛酉葬于邺城西南十里宇文忠之之墓[1]

### 儿子
- 宇文君山
- 宇文君卿，北齐清都尹功曹[1]

## 延伸阅读
[在维基数据编辑]
 《魏書·卷81》，出自魏收《魏书》
 《北史/卷050》，出自李延壽《北史》